# Frederick Hasselborough
Frederick Hasselborough, scritto anche Hasselburgh o Hasselburg (... – 4 novembre 1810), è stato un esploratore australiano.

## Biografia
Frederick Hasselborough è passato alla storia per aver scoperto l'isola Campbell, ora appartenente alla Nuova Zelanda, il 4 gennaio 1810 e l'isola Macquarie, ora appartenente all'Australia (Hasselborough la dichiarò "possedimento britannico" e la annetté alla colonia del Nuovo Galles del Sud), l'11 luglio dello stesso anno mentre, con il brigantino Perseverance, di proprietà della compagnia Campbell & Co., effettuava delle esplorazioni volte a trovare un migliore luogo di caccia alle foche.